# Давід Трезеге
Даві́д Сержіо́ Трезеге́ (фр. David Sergio Trezeguet, * 15 жовтня 1977, Руан) — колишній французький футболіст.
Насамперед відомий виступами за клуби «Монако» та «Ювентус», а також національну збірну Франції.
Дворазовий чемпіон Франції. Дворазовий чемпіон Італії. Дворазовий володар Суперкубка Італії з футболу. У складі збірної — чемпіон світу, чемпіон Європи. Включений до переліку «100 найкращих футболістів світу», складеного у 2004 році на прохання ФІФА легендарним Пеле.

## Клубна кар'єра
Народився у французькому Руані в родині аргентинського футболіста Хорхе Трезеге, який на той час виступав за місцевий однойменний клуб. Займатися футболом починав в Аргентині, вихованець футбольної школи клубу «Платенсе». Дорослу футбольну кар'єру розпочав 1993 року в основній команді того ж клубу, в якій провів два сезони, взявши участь лише у 5 матчах чемпіонату. 
1995 року повернувся до Європи, уклавши контракт з клубом «Монако». Відіграв за команду з Монако наступні п'ять сезонів своєї ігрової кар'єри. У складі «Монако» був одним з головних бомбардирів команди, маючи середню результативність на рівні 0,56 голу за гру першості.
2000 року уклав контракт з клубом «Ювентус», у складі якого провів наступні десять років своєї кар'єри гравця. Більшість часу, проведеного у складі «Ювентуса», був основним гравцем атакувальної ланки команди. В новому клубі був серед найкращих голеодорів, відзначаючись забитим голом в середньому щонайменше у кожній другій грі чемпіонату. За цей час двічі виборював титул чемпіона Італії.
Протягом 2010—2011 років захищав кольори команди іспанського клубу «Еркулес».
30 серпня 2011 року 33-річний гравець прийняв пропозицію приєднатися до складу команди клубу «Баніяс» з ОАЕ, проте в цій команді він зіграв лише 3 матчі, і вже 19 грудня цього ж року підписав контракт на три роки з легендарним аргентинським клубом «Рівер Плейт».

## Виступи за збірні
1996 року залучався до складу молодіжної збірної Франції. На молодіжному рівні зіграв у 5 офіційних матчах, забив 5 голів.
1998 року дебютував в офіційних матчах у складі національної збірної Франції. Того ж року був включений до складу головної команди країни для участі у домашньому чемпіонату світу. На цьому турнірі, за результатами якого французи уперше в історії стали найсильнішою командою планети, виходив на поле в усіх матчах збірної, за виключенням фінальної гри проти збірної Бразилії. Після тріумфального завершення мундіалю разом з іншими гравцями збірної Франції був нагороджений вищою нагородою країни, Орденом Почесного Легіону.
За два роки був учасником чемпіонату Європи 2000 року у Бельгії та Нідерландах, де французи здобули й титул континентальних чемпіонів. На цьому змаганні виходив на поле лише у трьох матчах, однак встиг стати справжнім героєм для французьких вболівальників, забивши вирішальний м'яч у фінальній грі турніру. У фіналі французам протистояла збірна Італії, яка мінімально вела у рахунку до четвертої хвилини, доданої арбітром до основного часу зустрічі. За лічені секунди до кінця доданого часу нападник збірної Франції Сільвен Вільтор відновив рівновагу, перевівши гру в овертайм. А у додатковий час саме влучний удар Трезеге вирішив долю двобою, ставши так званим золотим голом.
Згодом був учасником чемпіонату світу 2002 року в Японії і Південній Кореї, чемпіонату Європи 2004 року у Португалії, а також чемпіонату світу 2006 року у Німеччині, де французи дійшли до фіналу, в якому лише у серії післяматчевих пенальті поступилися італійцям і стали таким чином срібними призерами.
До останнього виклику до лав головної команди країни у 2008 році провів у її формі 71 матч, забивши 34 голи.
| Дата       | Місто         | Господарі      | Результат             | Гості             | Турнір                | Голи | Примітки      |
| ---------- | ------------- | -------------- | --------------------- | ----------------- | --------------------- | ---- | ------------- |
| 28/01/1998 | Сен-Дені      | Франція        | 1 – 0                 | Іспанія           | товариський матч      | -    |               |
| 25/02/1998 | Марсель       | Франція        | 3 – 3                 | Норвегія          | товариський матч      | -    |               |
| 22/04/1998 | Сольна        | Швеція         | 0 – 0                 | Франція           | товариський матч      | -    |               |
| 29/05/1998 | Касабланка    | Марокко        | 2 – 2                 | Франція           | товариський матч      | -    |               |
| 05/06/1998 | Гельсінкі     | Фінляндія      | 0 – 1                 | Франція           | товариський матч      | 1    |               |
| 12/06/1998 | Марсель       | Франція        | 3 – 0                 | ПАР               | ЧС 1998 - 1-й етап    | -    |               |
| 18/06/1998 | Сен-Дені      | Франція        | 4 – 0                 | Саудівська Аравія | ЧС 1998 - 1-й етап    | 1    |               |
| 24/06/1998 | Ліон          | Франція        | 2 – 1                 | Данія             | ЧС 1998 - 1-й етап    | -    |               |
| 28/06/1998 | Ланс          | Франція        | 1 – 0                 | Парагвай          | ЧС 1998 - 1/8 фіналу  | -    |               |
| 03/07/1998 | Сен-Дені      | Італія         | 0 – 0 д.ч. (3-4 п.п.) | Франція           | ЧС 1998 - чвертьфінал | -    |               |
| 08/07/1998 | Сен-Дені      | Франція        | 2 – 1                 | Хорватія          | ЧС 1998 - півфінал    | -    |               |
| 14/10/1998 | Сен-Дені      | Франція        | 2 – 0                 | Андорра           | Відбір до ЧЄ 2000     | -    |               |
| 31/03/1999 | Сен-Дені      | Франція        | 2 – 0                 | Вірменія          | Відбір до ЧЄ 2000     | -    |               |
| 09/10/1999 | Сен-Дені      | Франція        | 3 – 2                 | Ісландія          | Відбір до ЧЄ 2000     | 1    |               |
| 23/02/2000 | Сен-Дені      | Франція        | 1 – 0                 | Польща            | товариський матч      | -    |               |
| 26/04/2000 | Сен-Дені      | Франція        | 3 – 2                 | Словенія          | товариський матч      | 2    |               |
| 28/05/2000 | Загреб        | Хорватія       | 0 – 2                 | Франція           | товариський матч      | -    |               |
| 04/06/2000 | Касабланка    | Японія         | 2 – 2                 | Франція           | товариський матч      | -    |               |
| 21/06/2000 | Амстердам     | Нідерланди     | 3 – 2                 | Франція           | ЧЄ 2000 - 1-й етап    | 1    |               |
| 28/06/2000 | Брюссель      | Португалія     | 1 – 2                 | Франція           | ЧЄ 2000 - півфінал    | -    |               |
| 02/07/2000 | Роттердам     | Франція        | 2 – 1                 | Італія            | ЧЄ 2000 - Фінал       | 1    | чемпіони      |
| 16/08/2000 | Марсель       | Франція        | 5 – 1                 | Зірки світу       | товариський матч      | 3    |               |
| 02/09/2000 | Сен-Дені      | Франція        | 1 – 1                 | Англія            | товариський матч      | -    |               |
| 04/10/2000 | Сен-Дені      | Франція        | 1 – 1                 | Камбоджа          | товариський матч      | -    |               |
| 07/10/2000 | Йоганнесбург  | ПАР            | 0 – 0                 | Франція           | товариський матч      | -    |               |
| 15/11/2000 | Стамбул       | Туреччина      | 0 – 4                 | Франція           | товариський матч      | 2    |               |
| 24/03/2001 | Сен-Дені      | Франція        | 5 – 0                 | Японія            | товариський матч      | 2    |               |
| 28/03/2001 | Валенсія      | Іспанія        | 2 – 1                 | Франція           | товариський матч      | 1    |               |
| 25/04/2001 | Сен-Дені      | Франція        | 4 – 0                 | Португалія        | товариський матч      | -    |               |
| 15/08/2001 | Нант          | Франція        | 1 – 0                 | Данія             | товариський матч      | -    |               |
| 01/09/2001 | Сантьяго      | Чилі           | 2 – 1                 | Франція           | товариський матч      | 1    |               |
| 06/10/2001 | Сен-Дені      | Франція        | 4 – 1                 | Алжир             | товариський матч      | -    |               |
| 11/11/2001 | Мельбурн      | Австралія      | 1 – 1                 | Франція           | товариський матч      | 1    |               |
| 13/02/2002 | Сен-Дені      | Франція        | 2 – 1                 | Румунія           | товариський матч      | -    |               |
| 27/03/2002 | Сен-Дені      | Франція        | 5 – 0                 | Шотландія         | товариський матч      | 2    |               |
| 18/05/2002 | Сен-Дені      | Франція        | 1 – 2                 | Бельгія           | товариський матч      | -    |               |
| 27/03/2002 | Сувон         | Південна Корея | 2 – 3                 | Франція           | товариський матч      | 1    |               |
| 31/05/2002 | Сеул          | Франція        | 0 – 1                 | Сенегал           | ЧС 2002 - 1-й етап    | -    |               |
| 06/06/2002 | Пусан         | Франція        | 0 – 0                 | Уругвай           | ЧС 2002 - 1-й етап    | -    |               |
| 11/06/2002 | Інчхон        | Франція        | 0 – 2                 | Данія             | ЧС 2002 - 1-й етап    | -    |               |
| 14/02/2003 | Сен-Дені      | Франція        | 0 – 2                 | Чехія             | товариський матч      | -    |               |
| 29/03/2003 | Ланс          | Франція        | 6 – 0                 | Мальта            | Відбір до ЧЄ 2004     | 1    |               |
| 02/04/2003 | Палермо       | Ізраїль        | 1 – 2                 | Франція           | Відбір до ЧЄ 2004     | 1    |               |
| 20/08/2003 | Женева        | Швейцарія      | 0 – 2                 | Франція           | товариський матч      | -    |               |
| 06/09/2003 | Пескара       | Франція        | 5 – 0                 | Кіпр              | Відбір до ЧЄ 2004     | 2    |               |
| 10/06/2003 | Любляна       | Словенія       | 0 – 2                 | Франція           | Відбір до ЧЄ 2004     | 1    |               |
| 11/10/2003 | Сен-Дені      | Франція        | 3 – 0                 | Ізраїль           | Відбір до ЧЄ 2004     | 1    |               |
| 15/11/2003 | Гельзенкірхен | Німеччина      | 0 – 3                 | Франція           | товариський матч      | 2    |               |
| 31/03/2004 | Роттердам     | Нідерланди     | 0 – 0                 | Франція           | товариський матч      | -    |               |
| 20/05/2004 | Сен-Дені      | Франція        | 0 – 0                 | Бразилія          | товариський матч      | -    |               |
| 28/05/2004 | Монпельє      | Франція        | 4 – 0                 | Андорра           | товариський матч      | -    |               |
| 13/06/2004 | Лісабон       | Франція        | 2 – 1                 | Англія            | ЧЄ 2004 - 1-й етап    | -    |               |
| 17/06/2004 | Лейрія        | Хорватія       | 2 – 2                 | Франція           | ЧЄ 2004 - 1-й етап    | 1    |               |
| 21/06/2004 | Коїмбра       | Швейцарія      | 1 – 3                 | Франція           | ЧЄ 2004 - 1-й етап    | -    |               |
| 25/06/2004 | Лісабон       | Франція        | 0 – 1                 | Греція            | ЧЄ 2004 - чвертьфінал | -    |               |
| 09/02/2005 | Сен-Дені      | Франція        | 1 – 1                 | Швеція            | товариський матч      | 1    |               |
| 26/03/2005 | Сен-Дені      | Франція        | 0 – 0                 | Швейцарія         | Відбір до ЧС 2006     | -    |               |
| 30/03/2005 | Тель-Авів     | Ізраїль        | 1 – 1                 | Франція           | Відбір до ЧС 2006     | 1    |               |
| 17/08/2005 | Монпельє      | Франція        | 3 – 0                 | Кот-д'Івуар       | товариський матч      | -    |               |
| 12/11/2005 | Сен-Дені      | Франція        | 0 – 0                 | Німеччина         | товариський матч      | -    |               |
| 01/03/2006 | Сен-Дені      | Франція        | 1 – 2                 | Словаччина        | товариський матч      | -    |               |
| 27/05/2006 | Сен-Дені      | Франція        | 1 – 0                 | Мексика           | товариський матч      | -    |               |
| 07/06/2006 | Сен-Дені      | Франція        | 3 – 1                 | КНР               | товариський матч      | 1    |               |
| 18/06/2006 | Лейпциг       | Франція        | 1 – 1                 | Південна Корея    | ЧС 2006 - 1-й етап    | -    |               |
| 23/06/2006 | Кельн         | Франція        | 2 – 0                 | Того              | ЧС 2006 - 1-й етап    | -    |               |
| 09/07/2006 | Берлін        | Італія         | 1 – 1 д.ч. (5-3 п.п.) | Франція           | ЧС 2006 - Фінал       | -    | віце-чемпіони |
| 07/10/2006 | Глазго        | Шотландія      | 1 – 0                 | Франція           | Відбір до ЧЄ 2008     | -    |               |
| 11/10/2006 | Сошо          | Франція        | 5 – 0                 | Фарерські острови | Відбір до ЧЄ 2008     | 2    |               |
| 07/02/2007 | Сен-Дені      | Франція        | 0 – 1                 | Аргентина         | товариський матч      | -    |               |
| 12/09/2007 | Париж         | Франція        | 0 – 1                 | Шотландія         | Відбір до ЧЄ 2008     | -    |               |
| 26/03/2008 | Сен-Дені      | Франція        | 1 – 0                 | Англія            | товариський матч      | -    |               |
| Усього     |               | Матчів         | 71                    |                   | Голів                 | 34   |               |

## Титули і досягнення

### Командні
- Чемпіон Франції (2):

«Монако»: 1996–97, 1999–00
- Володар Супекркубка Франції (1):

«Монако»: 1997
- Чемпіон Італії (2):

«Ювентус»: 2001–02, 2002–03
- Чемпіон Італії (скасовано):

«Ювентус»: 2004–05
- Володар Суперкубка Італії з футболу (2):

«Ювентус»: 2002, 2003
- Чемпіон Європи (U-18): 1996
- Чемпіон світу: 1998
- Чемпіон Європи: 2000
- Віце-чемпіон світу: 2006

### Особисті
- Найкращий бомбардир Серії A (1):

2001–02
- Кавалер Ордену Почесного Легіону

1998